# Marie-Hélène Lefaucheux
Marie-Hélène Lefaucheux (26 de febrer de 1904 – 25 de febrer de 1964) fou un activista francesa pels drets humans.
Durant la Segona Guerra Mundial va ser membre de la Resistència francesa i organitzà l'alliberament del seu marit del camp de concentració de Buchenwald després que fos capturat per la Gestapo.
Marie-Hélène Lefancheux fou l'única dona en la delegació francesa a la primera Assemblea General de les Nacions Unides. En la seva qualitat de Presidenta de la Comissió de la Condició Jurídica i Social de la Dona del 1948 al1953, va defensar amb èxit la inclusió d'una menció a la no discriminació sexual en l'Article 2 de la Declaració Universal dels Drets Humans. Així, doncs, el text final de l'article diu el següent: «Tota persona té tots els drets i llibertats proclamats en aquesta Declaració, sense cap distinció d'ètnia, gènere, idioma, religió, opinió política o de qualsevol altra mena, origen nacional o social, posició econòmica, naixement o qualsevol altra condició».
Va ser signatària de la Carta oberta a les dones del món.